# Philippe Boggio
Pour les articles homonymes, voir Boggio.
 (mars 2021).
Si vous disposez d'ouvrages ou d'articles de référence ou si vous connaissez des sites web de qualité traitant du thème abordé ici, merci de compléter l'article en donnant les références utiles à sa vérifiabilité et en les liant à la section « Notes et références ».
Philippe Boggio, né le 7 janvier 1950 à Montpon (Dordogne) et mort le 25 juin 2024 à Villeneuve-Saint-Georges (Val-de-Marne), est un écrivain et journaliste français.

## Biographie
Il est particulièrement lié à l’aventure du grand reportage dans le quotidien Le Monde.
Entré en 1974 au Quotidien de Paris - que vient de fonder Philippe Tesson - en qualité de spécialiste de l’éducation, il intègre, en 1976, la même rubrique, au Monde. Nommé au service des Informations générales en 1979, reporter puis grand reporter, il participe au pool des grands reportages jusqu’en 1994, ainsi qu’au supplément Le Monde sans visa. Il devient alors chroniqueur, jusqu’à son départ, en 1996.
Il participe à la reprise de L'Événement par l’équipe de Jean-François Kahn, puis à la création de Marianne, hebdomadaires dont il est le directeur de la rédaction, jusqu’en 2000. Toutefois, il consacre désormais l’essentiel de son temps à ses activités d’écrivain. En 1991, est publiée sa biographie de Coluche – réédité en 2006, l’ouvrage a servi de support au film d’Antoine de Caunes, Coluche, l’histoire d’un mec (2008). Viennent ensuite les biographies de Boris Vian - traduite en plusieurs langues et rééditée en 2007 – et de Bernard-Henri Lévy, ainsi qu’un essai sur la place de Johnny Hallyday dans le paysage national français.

## Œuvres
- Ce terrible monsieur Pasqua (biographie), en collaboration avec Alain Rollat, Olivier Orban, 1987
- L'Année des masques (essai), en collaboration avec Alain Rollat, Olivier Orban, 1989
- Coluche (biographie), Flammarion, 1991, 2006
- Boris Vian (biographie), Flammarion, 1993, 2007
- Mauvaise Fièvre (roman), Flammarion, 1996
- Bernard-Henri Lévy (biographie), La Table Ronde, 2005
- Johnny (essai), Flammarion, 2009